# Ulosyneda valens
Ulosyneda valens är en fjärilsart som beskrevs av Edwards 1881. Ulosyneda valens ingår i släktet Ulosyneda och familjen nattflyn. Inga underarter finns listade i Catalogue of Life.